# Огорон
Огоро́н — посёлок в Зейском районе Амурской области России. Образует сельское поселение Огоронский сельсовет.
Посёлок Огорон, как и Зейский район, приравнен к районам Крайнего Севера.

## География
Посёлок находится на Байкало-Амурской магистрали (с 1997 года восточный участок БАМа относится к Дальневосточной железной дороге), на расстоянии 155 км (по прямой) к северо-востоку от города Зея, административного центра района. 
Вдоль БАМа в западном направлении идёт дорога к посёлку Верхнезейск, в восточном направлении — к посёлкам Тунгала и Дугда. 
Рядом с посёлком находится озеро Огорон, из которого берёт начало река Деп (левый приток Зеи).

## Инфраструктура
В посёлке расположена станция Огорон Дальневосточной железной дороги.

## Население
| 2002 | 2010 | 2012 | 2013 | 2014 | 2015 | 2016 |
| ---- | ---- | ---- | ---- | ---- | ---- | ---- |
| 413  | ↘341 | ↘330 | ↘323 | ↘320 | ↘318 | ↘310 |
| 2017 | 2018 | 2021 |      |      |      |      |
| ↘288 | ↘278 | ↘217 |      |      |      |      |

## Улицы
| - ул. Горненская, - ул. Лесная, | - ул. Первостроителей, - ул. Ульяновская. |